# Doliocarpus pruskii
Doliocarpus pruskii är en tvåhjärtbladig växtart som beskrevs av G. Aymard C. Doliocarpus pruskii ingår i släktet Doliocarpus och familjen Dilleniaceae. Inga underarter finns listade i Catalogue of Life.